# Moses Kyeswa
Moses Kyeswa, född den 12 april 1958, är en svensk-ugandisk friidrottare (sprinter). Han tävlade för IFK Växjö och Malmö AI.
Han sprang i Ugandas 4x400m stafettlag vid OS i Los Angeles 1984 som slutade 7:a i finalen. Personliga rekordet på 400 m är 45.70.